# 尼古拉·费奥多罗维奇·瓦西里耶夫
尼古拉·费奥多罗维奇·瓦西里耶夫（俄语：Никола́й Фёдорович Васи́льев，1916年12月5日—2011年6月6日），是苏联的政治家，苏共中央委员，曾任苏联土地开垦和水资源部长。

## 生平
1916年，出生。
1940年，毕业于塔吉克农学院，入伍服役。
1942年，入党。
1946年，机器拖拉机站站长。
1958年。任乌克兰巴甫洛格勒市党委第一书记。
1960年，任第聂伯罗彼得罗夫斯克州党委部长。
1961年，任第聂伯罗彼得罗夫斯克执行委员会主席。
1964年，任苏共别尔哥罗德省委第一书记。
1966年，为苏共中央委员、苏联最高苏维埃代表。
1971年，任俄罗斯联邦部长会议第一副主席。
1979年，任土地开垦和水资源部长。
1989年，辞职退休。
2011年，去世。